# Country folk
La country folk est un genre musical hybride combinant la country et la musique folk.

## Histoire
Le country folk se définit comme étant une forme plus mûre et plus douce de la musique country, l'accent étant mis davantage sur l'écriture de la chanson que sur la voix. Le texte des chansons tend à être plus spirituel et plus chargé d'émotion que dans la country traditionnelle.
L'expression country folk est parfois utilisée pour parler des débuts de la musique country, particulièrement dans la période de développement de l'industrie country and western de Nashville dans les années 1950. Le terme prend un autre sens quand il est utilisé à partir des années 1960 pour parler du style hybride mariant la musique folk américaine et la musique country, en particulier au début des années 1960, où des musiciens folk réinterprètent des titres country et où des versions country de chansons folk sont enregistrées. L'album Blonde on Blonde, que Bob Dylan publie en 1966, joue sur des morceaux entre les deux styles. Bob Dylan travaille d'ailleurs, sur cet album, avec le musicien country Charlie McCoy.

## Groupes et artistes
Quelques groupes et artistes dont les styles présentent diverses facettes du country folk : Harry McClintock, The Byrds, Rosanne Cash, Mary Chapin Carpenter, John Denver, Bob Dylan, Tom T. Hall, Emmylou Harris, Kathy Mattea, John Prine, Townes Van Zandt, Steve Wariner (en), et Guy Clark.